# Manhunter 2: San Francisco
Manhunter 2: San Francisco es un juego de aventuras posapocalíptico diseñado por Barry Murry, Dave Murry y Dee Dee Murry de Evryware, y distribuido por Sierra On-Line en 1989. Es la secuela de Manhunter: New York, desarrollado por los mismos autores.
Los derechos de Manhunter son actualmente propiedad de Activision desde su adquisición de la propiedad intelectual de Sierra en 2008. Sin embargo, la serie es considerada abandonada, sin planes para una reanudación.

## Trama
El juego sigue la historia relatada en Manhunter: New York. El juego comienza con el jugador piloteando una nave Orb en busca del antagonista Phil Cook, aterrizando forzosamente en San Francisco. Otro Manhunter muere en el choque, por lo que el jugador toma su identidad. A medida que progresa el juego, el jugador descubre una resistencia organizada, experimentos que han creado esclavos mutantes, y el objetivo de los malvados Orbs. El jugador puede convertir a los esclavos mutantes en humanos, quienes procederán a matar numerosos Orbs en San Francisco. El juego llega al clímax cuando el jugador se encuentra a punto de atrapar a Phil Cook. Phil escapa por poco en una nave Orb con el jugador sosteniéndose afuera, volando hacia Londres.

## Recepción
Computer and Video Games (UK) le dio al juego un puntaje de 61%, criticando la mezcla poco ortodoxa de aventura y elementos de arcade del juego (comparado con la mayoría de los juegos de Sierra de la era). Scorpia en Computer Gaming World le dio al juego una reseña positiva, llamándolo «una excelente secuela del juego previo».
El juego ha vendido más de 100.000 copias.